# ファゴピリン
ファゴピリン (Fagopyrin) は、天然のソバに含まれる物質である。ヒペリシンの類縁体で、ナフトジアントロン骨格を含み、光過敏症の原因物質となる。生合成経路はヒペリシンとほぼ同じと考えられ、プロトファゴピリンの光環化により生成される。